# Eupithecia muriflua
Eupithecia muriflua là một loài bướm đêm trong họ Geometridae.